# Tomislav Jovanović
Pour les articles homonymes, voir Jovanović.
Tomislav Jovanović (en serbe cyrillique : Томислав Јовановић ; né le 12 août 1951 à Trbunje) est un médecin et professeur serbe. Depuis le 2 septembre 2013, il est ministre de l'Éducation, de la Science et du Développement technologique dans le gouvernement d'Ivica Dačić.

## Parcours professionnel
Tomislav Jovanović naît le 12 août 1951 à Trbunje, un village situé près de Blace. Il suit les cours de la Faculté de médecine de l'université de Belgrade, où il obtient une licence en 1975, un master en 1979 et un doctorat en 1983. Il est spécialiste de médecine du sport. Par la suite, il devient professeur de physiologie à la Faculté de médecine de Belgrade et vice-doyen de cette faculté,.
Tomislav Jovanović a également été directeur de l'Institut de médecine physiologique, vice-doyen de l'université de Pristina et, pour deux mandats, directeur du centre de recherche du Centre clinique de Serbie (en serbe : Kliničkog Centra Srbije,.

## Ministre
En 2013, une crise politique provoque des tensions au sein de la coalition gouvernementale issue des élections législatives serbes de 2012. Ivica Dačić exclut le parti Régions unies de Serbie (URS) de son gouvernement et, notamment, son représentant le plus éminent, président de ce parti et ministre des Finances et de l'Économie, Mlađan Dinkić. Le 2 septembre 2013, Tomislav Jovanović est officiellement élu ministre de l'Éducation.

## Vie privée
Tomislav Jovanović est marié et père d'un enfant.